# Shcherbakovita
La shcherbakovita és un mineral de la classe dels silicats (inosilicat), que pertany al grup de la batisita. Va ser anomenada així per E.M. Es'kova i M.E. Kazakova l'any 1954 en honor de Dmitri Ivànovitx Shcherbakov, geoquímic i mineralogista rus. Es confon fàcilment amb la batisita amb la qual forma sèrie.

## Característiques
La shcherbakovita és un silicat de fórmula química (K,Ba)KNa(Ti,Nb)₂(Si₄O₁₂)O₂. Cristal·litza en el sistema ortoròmbic. La seva duresa a l'escala de Mohs és 6,5. És un mineral opac, translúcid a les vores i que presenta un color entre marró fosc i verd-blau. La lluïssor és vítrica i greixosa a les superfícies de fractura.
Segons la classificació de Nickel-Strunz, la shcherbakovita pertany a «09.DH - Inosilicats amb 4 cadenes senzilles periòdiques, Si₄O₁₂» juntament amb els següents minerals: leucofanita, ohmilita, haradaïta, suzukiïta, batisita, taikanita, krauskopfita, balangeroïta, gageïta, enigmatita, dorrita, høgtuvaïta, krinovita, makarochkinita, rhönita, serendibita, welshita, wilkinsonita, safirina, khmaralita, surinamita, deerita, howieïta, taneyamalita, johninnesita i agrel·lita.

## Formació i jaciments
Es forma en vetes hidrotermals tardanes de natrolita. És un mineral molt rar que s'ha trobat en pegmatites en un massís alcalí diferenciat en vetes de natrolita que tallen rischorrita (una varietat de sienita nefelínica); també s'ha trobat en lamproïtes (Wyoming, EUA). S'ha trobat associada a: natrolita, pectolita manganèsica, albita, feldespat potàssic, astrofil·lita, fluorapatita rica en estronci, titanita (massís de Khibini, Rússia); priderita, jeppeïta, wadeïta, perovskita, flogopita i richterita (Wolgidee Hills, Austràlia Occidental).